# Place Alice-Guy
 (janvier 2019).
La place Alice-Guy est une voie publique du 14e arrondissement de Paris et plus précisément du quartier de Plaisance.

## Situation et accès
La place Alice-Guy est située au carrefour du square Alice et de la rue Didot.

## Origine du nom

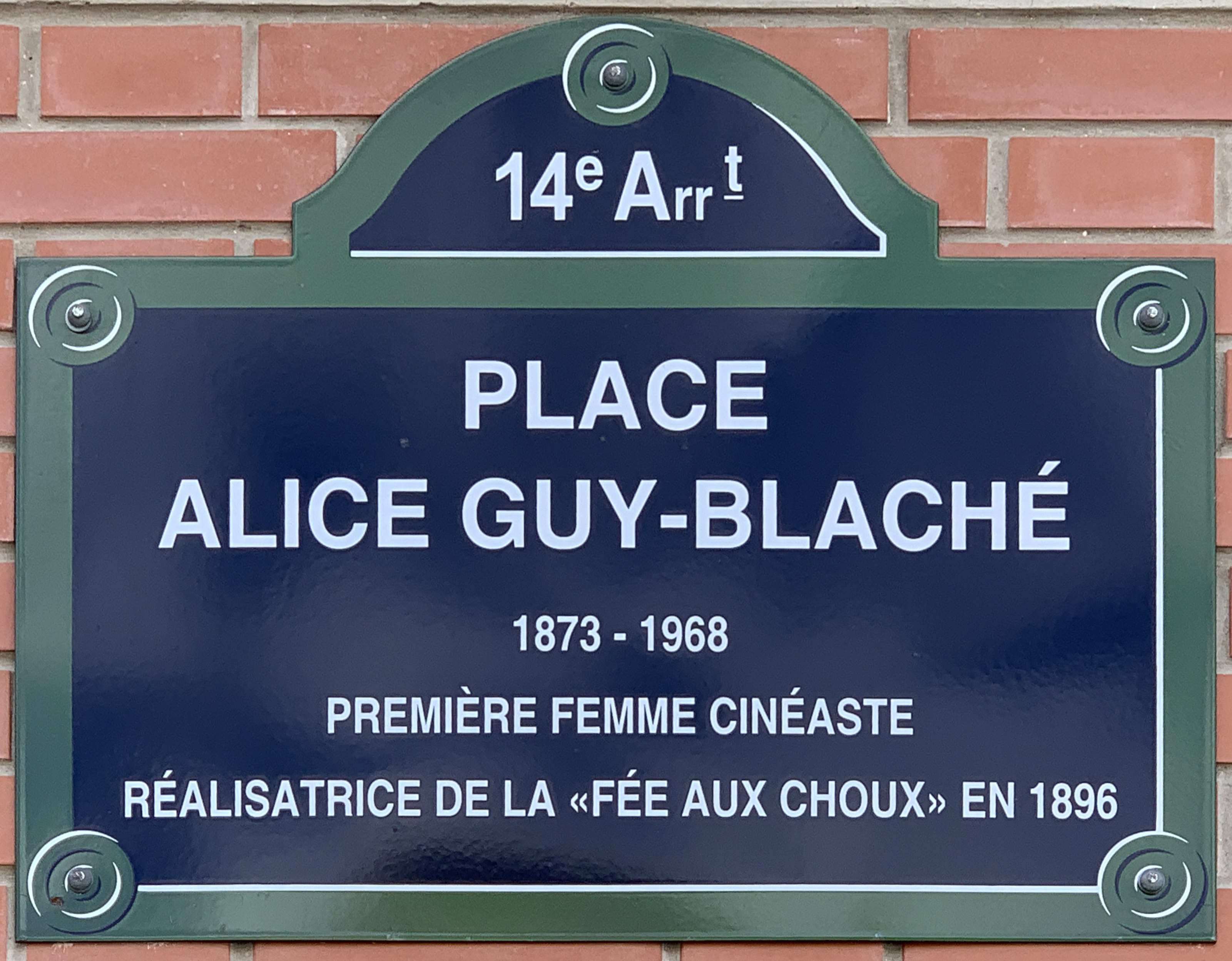
Plaque de la place.

La place Alice-Guy rend hommage à Alice Guy (1873-1968), première réalisatrice de cinéma au monde.

## Historique
La place est créée et prend sa dénomination actuelle par arrêté municipal de 2013 dans le cadre de l'aménagement du secteur de l'Hôpital Broussais.